# Tremonti (Tagliacozzo)
Tremonti è una frazione di poche decine di abitanti del comune di Tagliacozzo (AQ), in Abruzzo.

## Geografia fisica

### Territorio
Il paese, situato a 1 060 m s.l.m., è abbarbicato alle pendici del monte Pietra Pizzuta ed è circondato dai monti Bove e Palombara facenti parte del gruppo montuoso dei Carseolani. I ruderi del castello medievale situati poco più in alto oltre la gola di Serre Piane a circa 1 123 m s.l.m. dominano le sottostanti convalli dei piani Palentini, la val Macina, la valle del Pantano e quella di Pratolungo. Non distante dal nucleo abitato c'è il tracciato primordiale della via Tiburtina Valeria, strada consolare romana che congiungeva Roma a Ostia Aterni attraversando alcune città antiche come Tibur, Carsioli, Alba Fucens e Corfinium.
Il territorio di Tremonti confina a nord con la riserva naturale regionale Grotte di Luppa, a nord-nord ovest con il carseolano, a sud con la frazione di Roccacerro, infine a est con San Giovanni di Sante Marie.
Dista circa sei chilometri dal capoluogo comunale.

## Origini del nome
Il nome del paese appare nel Catalogo dei Baroni redatto durante la seconda metà del XII secolo con il nome di "Entremontibus" o "Tremontibus in Marsi", successivamente in altri documenti storici o ecclesiastici venne denominato "Collis Intermontis", "Inter Montes", "Intromonti" (Mario Cartaro, carta dell'Abruzzo Ulteriore del 1613), "Intramonti", "Tra monti" o "Tremonte".

## Storia

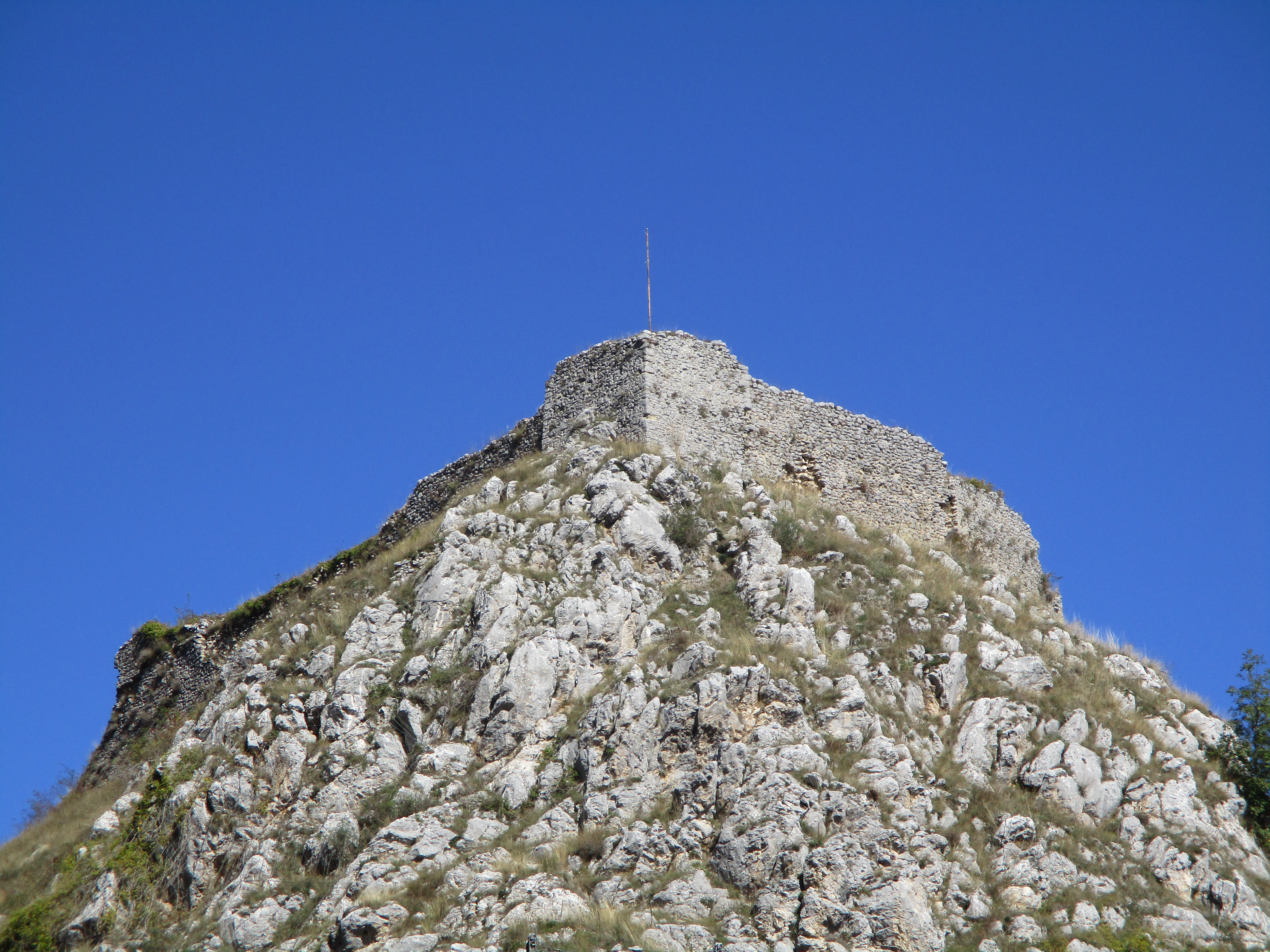
Ruderi del castello Orsini

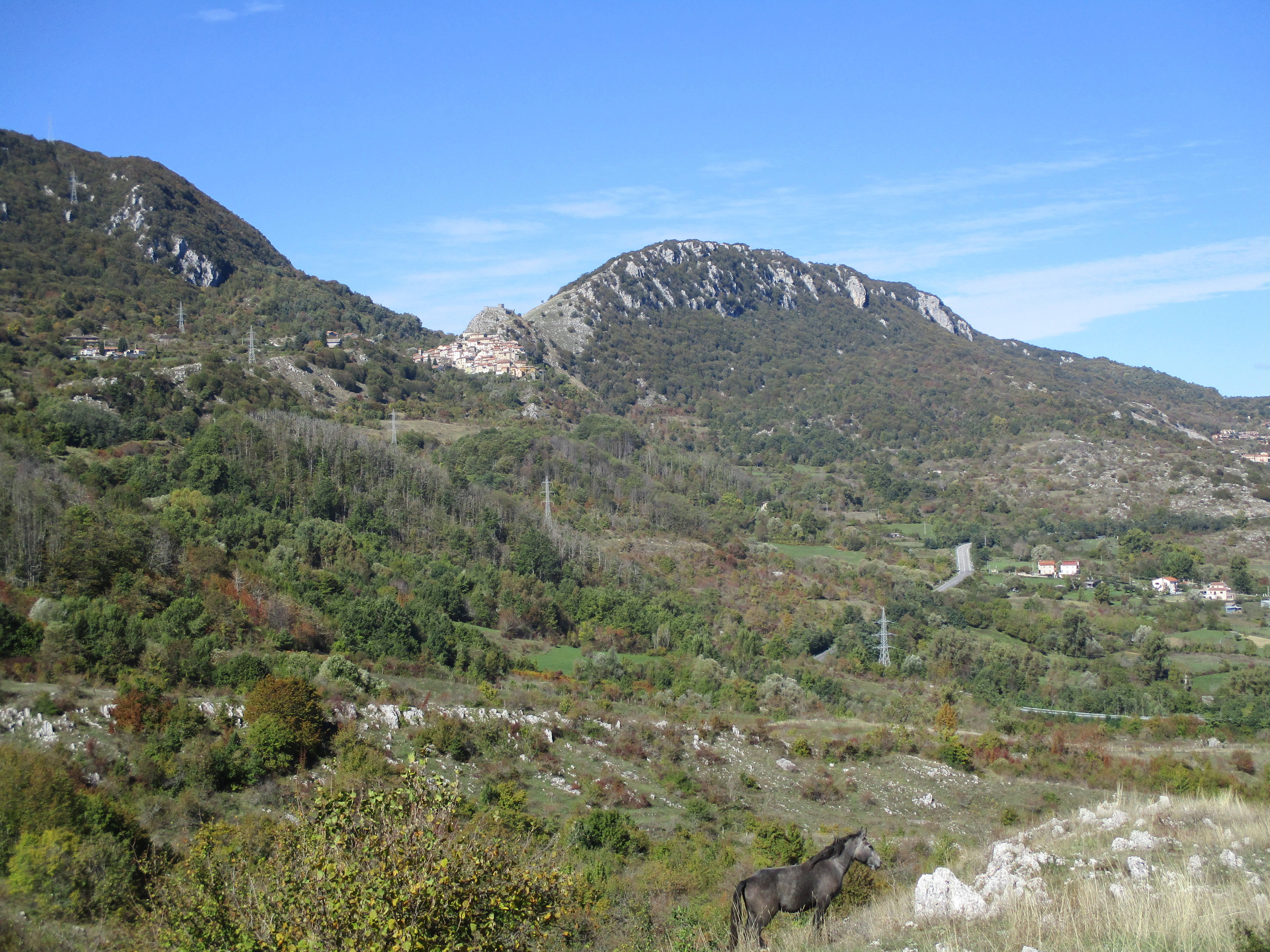
Il territorio di Tremonti

L'origine del nucleo abitato risale all'epoca dell'incastellamento medievale quando vennero innalzate le mura della fortezza completata tra il XIII e il XIV secolo dalla famiglia Orsini a cui appartennero le numerose terre della contea dei Marsi e successivamente della contea di Tagliacozzo. Il castello di Tremonti venne edificato in posizione strategica e in contatto visivo con le analoghe strutture militari come quelle limitrofe di Roccacerro e Girifalco e con i castelli di Tagliacozzo e San Donato situati più in basso. Svolse un ruolo di tipo difensivo oltre che di controllo, in particolare dei confini marsicani tra il Regno di Napoli e lo Stato Pontificio.
Nel Basso Medioevo il paese risultò governato da diversi feudatari, tra questi Teodino, figlio di Oderisio della famiglia De Ponte, discendente dalla casata Berardi. Lo storico Muzio Febonio nella sua opera Historiae Marsorum ha riportato che Tremonti venne governata da ben cinque signori. Dalla prima metà del XIV secolo agli ultimi anni di quello successivo gli Orsini esercitarono la propria signoria nel territorio, mentre alcuni documenti di Federico I di Napoli datati a cominciare dal 1495 attestano il controllo del dominio feudale in favore di Fabrizio I Colonna. La famiglia Colonna mantenne il possesso del ducato di Tagliacozzo e della contea di Albe per più di tre secoli.
Il primo catasto di Tremonti risale al 1674, mentre lo stemma storico del paese raffigura tre cime al centro di un campo argentato attestando l'autonomia di cui poté godere il centro, mentre a seguito dell'eversione feudale venne incluso nel territorio comunale di Tagliacozzo. A seguito della proclamazione della Repubblica Napoletana alcune unità militari borboniche sconfitte dai francesi si rifugiarono a Tagliacozzo e successivamente prelevarono da Tremonti tre cittadini che vennero giustiziati a fondovalle.
In particolare tra il XIX e il XX secolo i cittadini residenti vivevano a Tremonti solo per pochi mesi, mentre durante l'inverno si spostavano con le greggi dando vita alla transumanza verso l'Agro romano.
Il paese fu gravemente danneggiato dal terremoto della Marsica del 1915 che all'alba del 13 gennaio causò vittime e distruzione in tutto il territorio marsicano e in diverse province del centro Italia.
Il 23 gennaio 1944, durante la seconda guerra mondiale, la nuova via Tiburtina Valeria tra Marsia e Roccacerro subì un grave bombardamento da parte delle forze alleate.
Tremonti subì, specie durante il XX secolo, il fenomeno dell'emigrazione passando dai 541 residenti nel censimento del 1881 alle poche decine di abitanti del secolo successivo.

## Monumenti e luoghi d'interesse

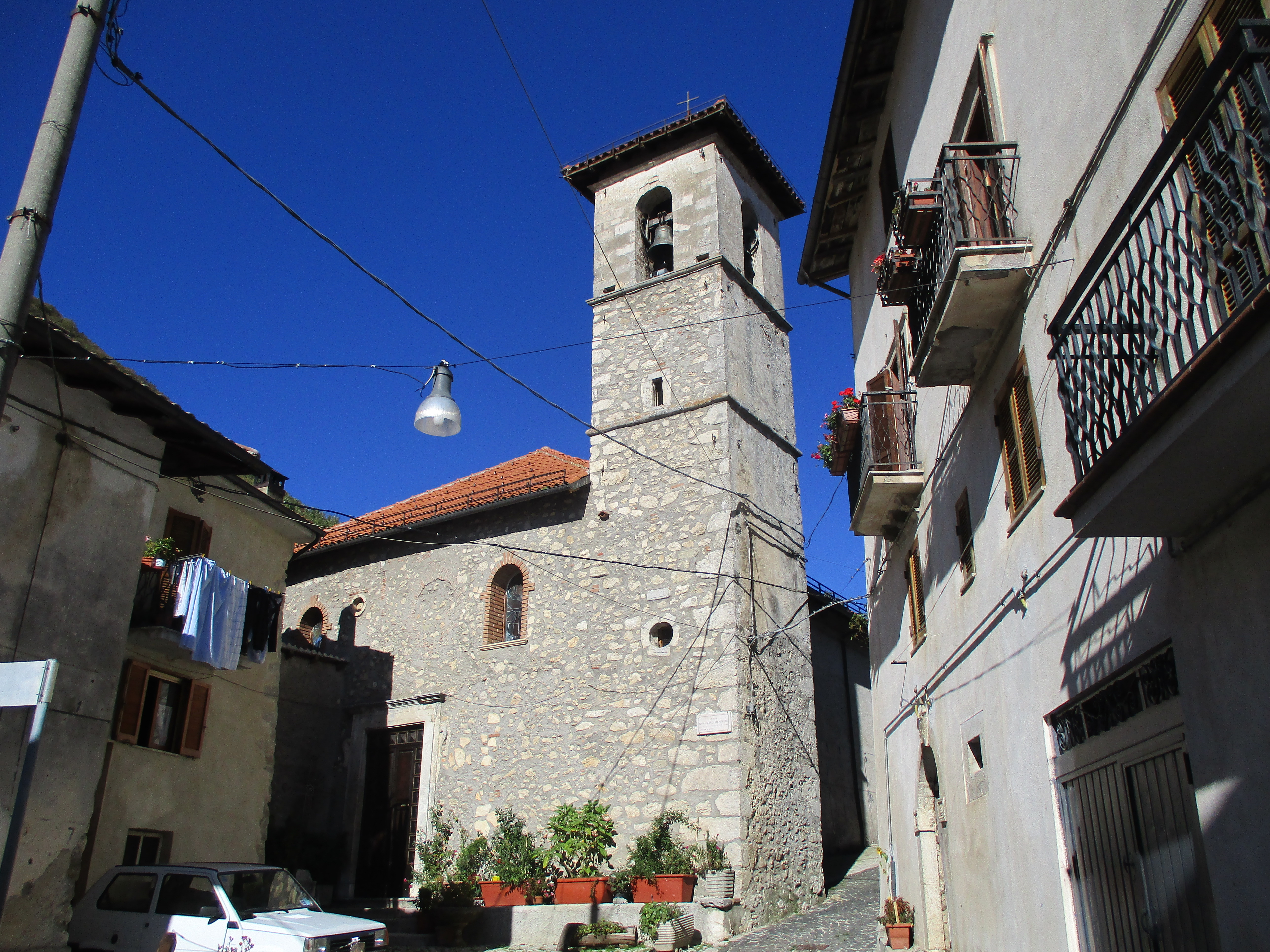
Chiesa di Sant'Antonio di Padova

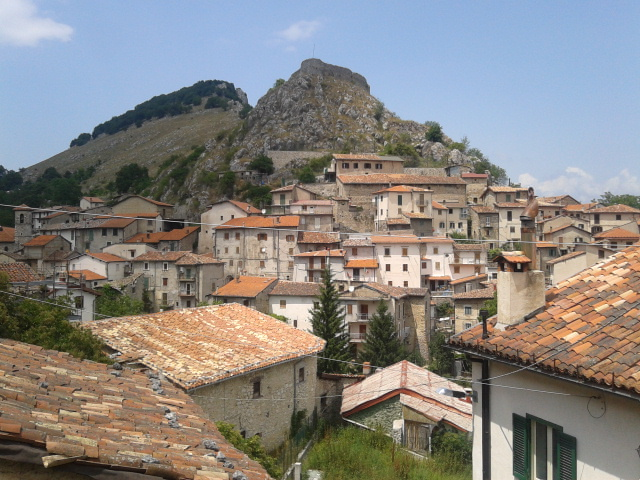
Il paese dominato dai ruderi del castello

### Architetture religiose
- Chiesa di Sant'Antonio di Padova, originariamente dedicata a Sant'Angelo, fu citata come chiesa di "Sancti Angeli in Montibus" nella bolla pontificia del 1188 di papa Clemente III[30]. Da una visita pastorale del 1745 risulta che tale chiesa fosse dedicata a san Michele Arcangelo. L'intitolazione a sant'Antonio di Padova avvenne probabilmente durante il Settecento, così come testimoniato anche dal dizionario geografico del Regno di Napoli redatto nel 1796 dall'abate Francesco Sacco. A navata unica con soffitto cassettonato presentava fino ai primi decenni del Novecento un organo a canne che poggiava su un loggione in legno[31][32].
- Chiesa scomparsa della Beata Maria Vergine di Loreto, dedicata nel corso del Settecento a san Luigi Gonzaga e detta "del Calvario" dal cui sito ha inizio il percorso della Via Crucis composto dai ruderi delle 14 cappelle in muratura. La chiesetta era stata eretta alle pendici della fortezza e venne descritta da monaci in alcuni documenti come "adorabile". Tra i ruderi sono presenti le tracce degli antichi affreschi. Esternamente partivano delle costruzioni in muratura anche esse con affreschi riguardanti la passione di Cristo e qui veniva celebrata la Via Crucis. La chiesa a seguito della chiusura al culto venne abbandonata e demolita nel 2002 per questioni di sicurezza.
- Chiesa scomparsa di San Pietro Apostolo, era situata all'ingresso del paese nei pressi del monumento ai caduti delle guerre e del fontanile del 1864. Gravemente danneggiata dal terremoto della Marsica del 1915 venne successivamente demolita, la campana venne spostata nel campanile della chiesa di Tubione in Sante Marie[33][34]. Della piccola chiesa resta solo un'iscrizione su una lastra di pietra situata nel luogo in cui si ergeva questa cappella, che sembra sia stata per anni in possesso di un abate di Sante Marie.
- Ruderi del monastero di San Benedetto che era situato vicino alla fonte del Visco, ben collegato con il convento di San Giovanni in Barri, situato nella val de' Varri tra i contemporanei comuni di Pescorocchiano e Sante Marie, dove visse gli ultimi anni della sua esistenza Tommaso da Celano[4].
- Cappella rupestre della Santissima Trinità.

### Architetture militari

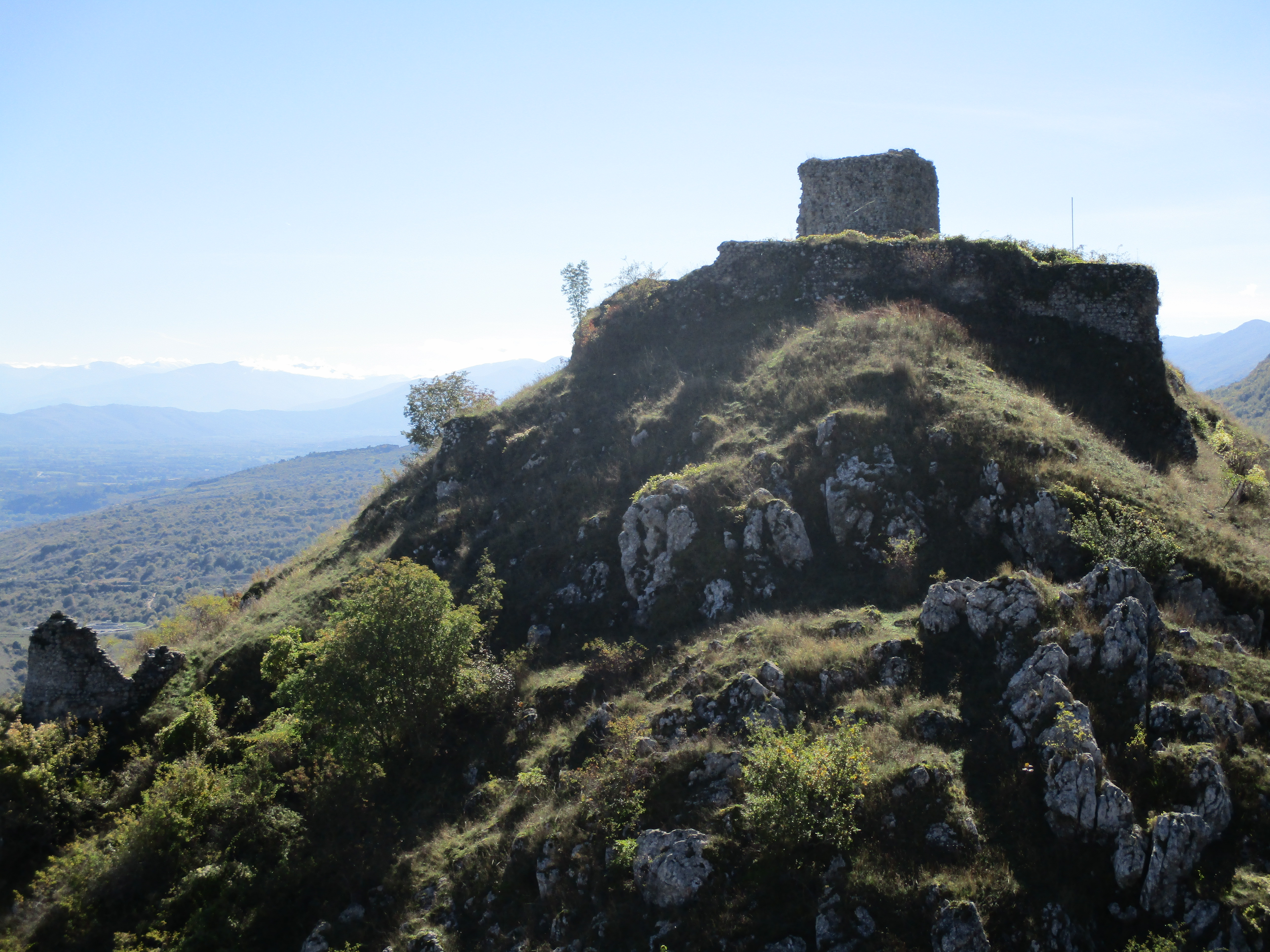
Ruderi del castello visti da Serre Piane

- Ruderi del castello Orsini: l'originaria torre di avvistamento a base quadrata, presumibilmente risalente alla seconda metà dell'XI secolo, è collocata a 1.120 m s.l.m.[35] Le mura del castello furono edificate tra l'XI e il XII secolo[36], mentre le torri laterali sono databili tra il XIII e il XIV secolo[4][37]. La torre centrale, posta in allineamento visivo con le fortezze di Roccacerro, Tagliacozzo e San Donato, garantiva il controllo del territorio sottostante attraversato dal tracciato originario della via Valeria[13].

### Aree naturali
- Riserva naturale regionale Grotte di Luppa
- Monte Bove
- Sella di Tremonti-Colli di Monte Bove

## Società

### Tradizioni e folclore
A metà agosto, nel periodo di maggiore presenza di emigrati e villeggianti, si svolge annualmente la festa patronale in onore di sant'Antonio di Padova.

## Infrastrutture e trasporti

### Strade
La vecchia via Tiburtina Valeria collega Tremonti a Roccacerro, a Marsia e al valico del monte Bove a 1 220 m s.l.m.; nella direzione opposta al territorio comunale di Sante Marie e a Tagliacozzo.

## Sport

### Equitazione
Nel territorio tra Tagliacozzo e Tremonti ci sono diversi maneggi che promuovono la pratica dell'equitazione lungo diversi sentieri del territorio montano.